# Miedź Legnica (szachy)
Miedź Legnica – legnicki klub szachowy, mistrz Polski z 1992 roku. Od 1996 roku działa samodzielnie. Od 2014 roku funkcjonuje jako KSz Miedź Legnica.

## Historia
W mistrzostwach Polski klub zadebiutował w 1988 roku, zastępując w II lidze LKS Legrol Legnica. W 1989 roku Miedź awansowała do I ligi. W sezonie 1992 szachiści Miedzi w składzie: Glejzerow, Sapis, Typek, Łukasiewicz, Janocha, Cybulak, Bojczuk i Baginskaitė zdobyli mistrzostwo Polski. W 1995 roku klub zajął jedenaste miejsce w rozgrywkach i spadł do II ligi. Po zakończeniu sezonu sekcja szachowa usamodzielniła się i przyjęła nazwę Autonomiczna Sekcja Szachowa „Miedź”. W 1996 roku klub ponownie awansował do I ligi, a w 1997 roku nastąpił spadek, po którym Miedź wycofała się z rozgrywek II ligi. W 2001 roku Miedź wywalczyła awans do ekstraligi. W roku 2004 z przyczyn finansowych Miedź zrezygnowała ze startu w ekstralidze, wskutek czego klub został zdegradowany do II ligi. Rok później Miedź nie przystąpiła do rozgrywek II ligi, do czego doszło dopiero w 2006 roku. Wówczas to klub awansował do I ligi, a dwa lata później – do ekstraligi. W 2014 roku zmieniono nazwę na Klub Szachowy „Miedź”. W 2018 roku klub zdobył mistrzostwo Polski w szachach szybkich.
W 2003 roku zawodniczka Miedzi, Marta Zielińska, zdobyła mistrzostwo Polski kobiet. Tytuły juniorskie zdobywali tacy zawodnicy Miedzi, jak Łukasz Cyborowski, Dominika Hermanowicz, Aleksander Miśta czy Jacek Stopa.

## Statystyki
| Rok  | Liga       | Miejsce                         | Wynik | Zawodnicy |
| ---- | ---------- | ------------------------------- | ----- | --- |
| 1988 | II liga    | Jastrzębia Góra                 | 3     | |
| 1989 | II liga    | Rewal                           | 1     | K. Typek, Z. Bojczuk, W. Janocha, G. Łukasiewicz, A. Cybulak, M. Czerniawski, B. Ziętek                                                 |
| 1990 | I liga     | Bydgoszcz                       | 17    | W. Janocha, I. Gažík, K. Typek, G. Łukasiewicz, Z. Bojczuk, M. Czerniawski, B. Ziętek-Czerwońska                                        |
| 1991 | I liga     | Mikołajki                       | 9     | J. Glejzerow, K. Typek, G. Łukasiewicz, W. Janocha, A. Cybulak, Z. Bojczuk, M. Czerniawski, S. Lewicka                                  |
| 1992 | I liga     | Rewal                           | 1     | J. Glejzerow, W. Sapis, K. Typek, G. Łukasiewicz, W. Janocha, A. Cybulak, Z. Bojczuk, K. Baginskaitė                                    |
| 1993 | I liga     | Lubniewice                      | 3     | J. Glejzerow, W. Sapis, K. Typek, G. Łukasiewicz, W. Janocha, Z. Bojczuk, A. Cybulak, B. Ziętek-Czerwońska                              |
| 1994 | I liga     | Lubniewice                      | 5     | J. Glejzerow, W. Sapis, K. Typek, G. Łukasiewicz, W. Janocha, J. Saskowski, A. Łukasiewicz                                              |
| 1995 | I liga     | Lubniewice                      | 11    | W. Sapis, K. Typek, W. Janocha, G. Łukasiewicz, Ł. Cyborowski, A. Łukasiewicz                                                           |
| 1996 | II liga    | Nadole                          | 3     | W. Sapis, K. Typek, W. Janocha, Ł. Cyborowski, B. Izbiński, D. Blimke                                                                   |
| 1997 | I liga     | Krynica                         | 12    | W. Sapis, B. Izbiński, W. Janocha, T. Jakubowski, P. Kowalak, E. Łupkowski, A. Bukowczyk, D. Blimke                                     |
| 1999 | II liga    | Polanica-Zdrój                  | 4     | |
| 2000 | II liga    | Krynica                         | 4     | |
| 2001 | II liga    | Ustroń                          | 1     | Ł. Cyborowski, P. Murdzia, K. Gratka, B. Izbiński, W. Janocha, D. Blimke, D. Hermanowicz                                                |
| 2002 | I liga     | Lubniewice                      | 4     | G. Gajewski, S. Zawadzki, K. Gratka, B. Izbiński, M. Zielińska, D. Blimke                                                               |
| 2003 | I liga     | Lubniewice                      | 7     | P. Murdzia, S. Zawadzki, B. Izbiński, W. Janocha, K. Singer, M. Zielińska, A. Socha                                                     |
| 2006 | II liga    | Lublin                          | 4     | |
| 2007 | I liga     | Chotowa                         | 7     | V. Talla, S. Zawadzki, F. Bargłowski, K. Chojnacki, P. Szumilas, P. Kowalak, E. Przeździecka                                            |
| 2008 | I liga     | Ustroń                          | 3     | P. Szumilas, V. Talla, S. Zawadzki, A. Pieniążek, A. Dobrowolski, F. Bargłowski, P. Kowalak, E. Przeździecka                            |
| 2009 | ekstraliga | Lublin                          | 9     | M. Grabarczyk, V. Talla, S. Zawadzki, A. Pieniążek, D. Frączek, A. Dobrowolski, F. Bargłowski, P. Kowalak, E. Przeździecka              |
| 2010 | I liga     | Katowice                        | 3     | V. Talla, S. Zawadzki, K. Bulski, A. Pieniążek, A. Dobrowolski, A. Zmarzły                                                              |
| 2011 | I liga     | Mrzeżyno                        | 7     | M. Sieciechowicz, A. Pieniążek, D. Frączek, T. Kriebel, P. Sabuk, P. Kowalak, E. Przeździecka                                           |
| 2012 | I liga     | Poronin                         | 2     | P. Šimáček, M. Sieciechowicz, A. Pieniążek, D. Frączek, S. Zawadzki, P. Sabuk, A. Zmarzły                                               |
| 2013 | ekstraliga | Wrocław, Gorzów Wlkp., Katowice | 5     | Z. Hráček, M. Sieciechowicz, A. Pieniążek, D. Frączek, S. Zawadzki, P. Sabuk, K. Szczepkowska-Horowska                                  |
| 2014 | I liga     | Poronin                         | 7     | M. Sieciechowicz, D. Frączek, T. Kriebel, P. Sabuk, P. Kowalak, E. Harazińska                                                           |
| 2015 | I liga     | Poronin                         | 3     | P. Šimáček, M. Sieciechowicz, S. Zawadzki, P. Sabuk, J. Długosz, K. Kanicki, K. Poznańska                                               |
| 2016 | ekstraliga | Gorzów Wlkp., Wrocław, Katowice | 6     | R. Kempiński, A. Miśta, T. Kriebel, P. Šimáček, M. Sieciechowicz, S. Zawadzki, K. Szczepkowska-Horowska                                 |
| 2017 | ekstraliga | Gorzów Wlkp., Wrocław, Katowice | 6     | A. Miśta, R. Kempiński, P. Šimáček, T. Kriebel, M. Sieciechowicz, S. Zawadzki, K. Grela, A. Śliwicka                                    |
| 2018 | ekstraliga | Gorzów Wlkp., Wrocław, Katowice | 7     | A. Miśta, R. Kempiński, P. Bobras, P. Šimáček, T. Kriebel, P. Murdzia, M. Sieciechowicz, P. Kowalak, A. Śliwicka, O. Kiołbasa, M. Krupa |
| 2019 | ekstraliga | Chorzów, Katowice               | 8     | R. Kempiński, K. Szewczenko, T. Kriebel, P. Šimáček, P. Bobras, O. Kiołbasa                                                             |
| 2020 | ekstraliga | Kraków                          | 5     | R. Kempiński, B. Heberla, M. Olszewski, T. Kriebel, P. Šimáček, P. Bobras, P. Murdzia, O. Kiołbasa                                      |